# Neognathostomata

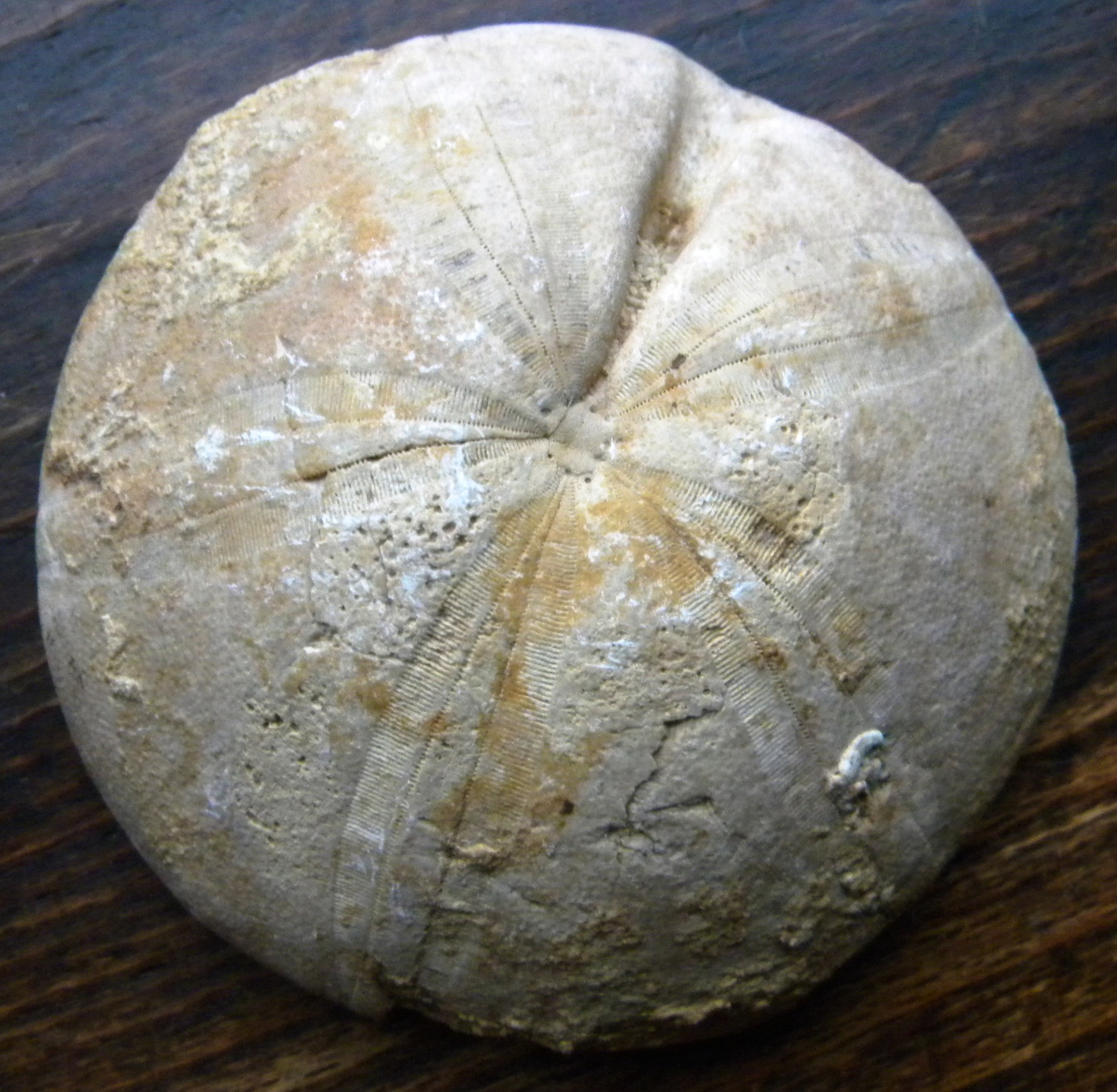
Fóssil de Clypeus plotii (Cassiduloida).

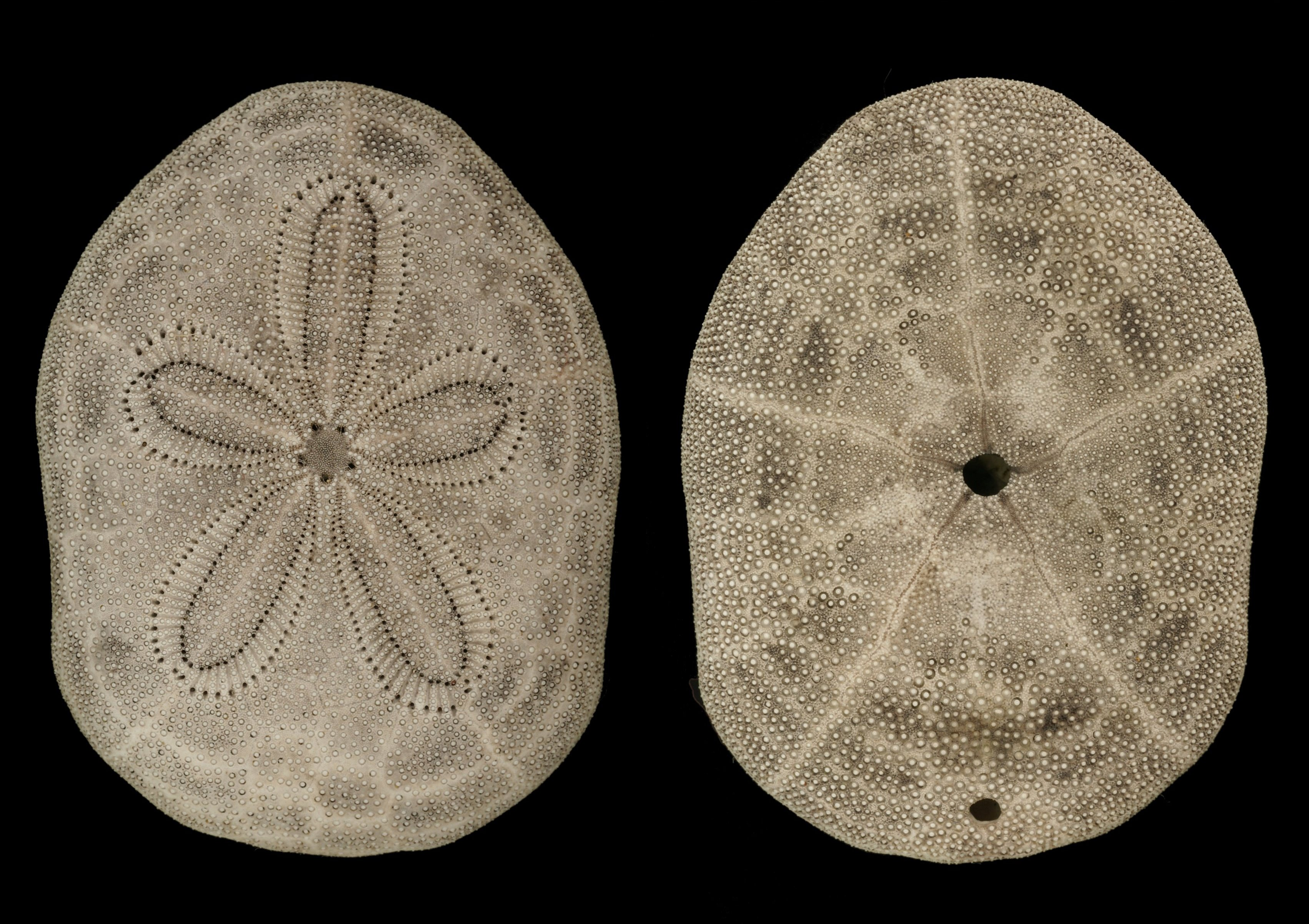
Testa de Clypeaster reticulatus (Clypeasterina).

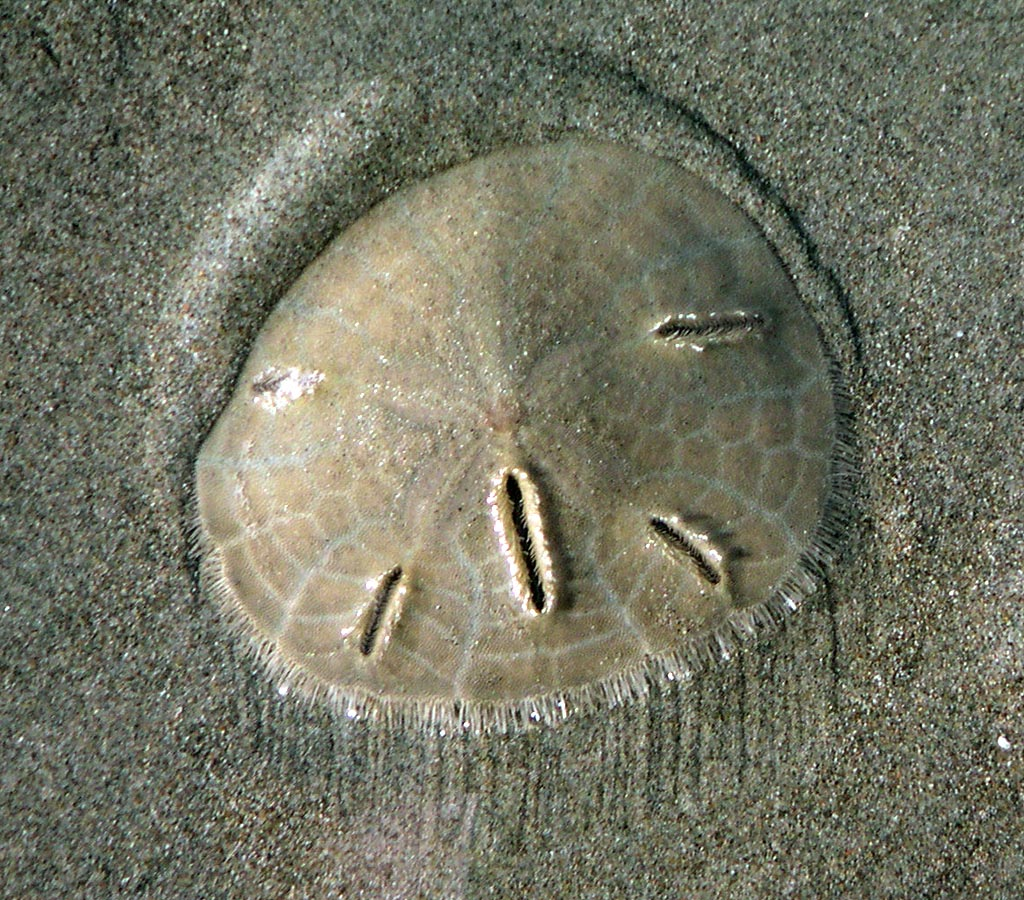
Mellita longifissa (Scutellina).

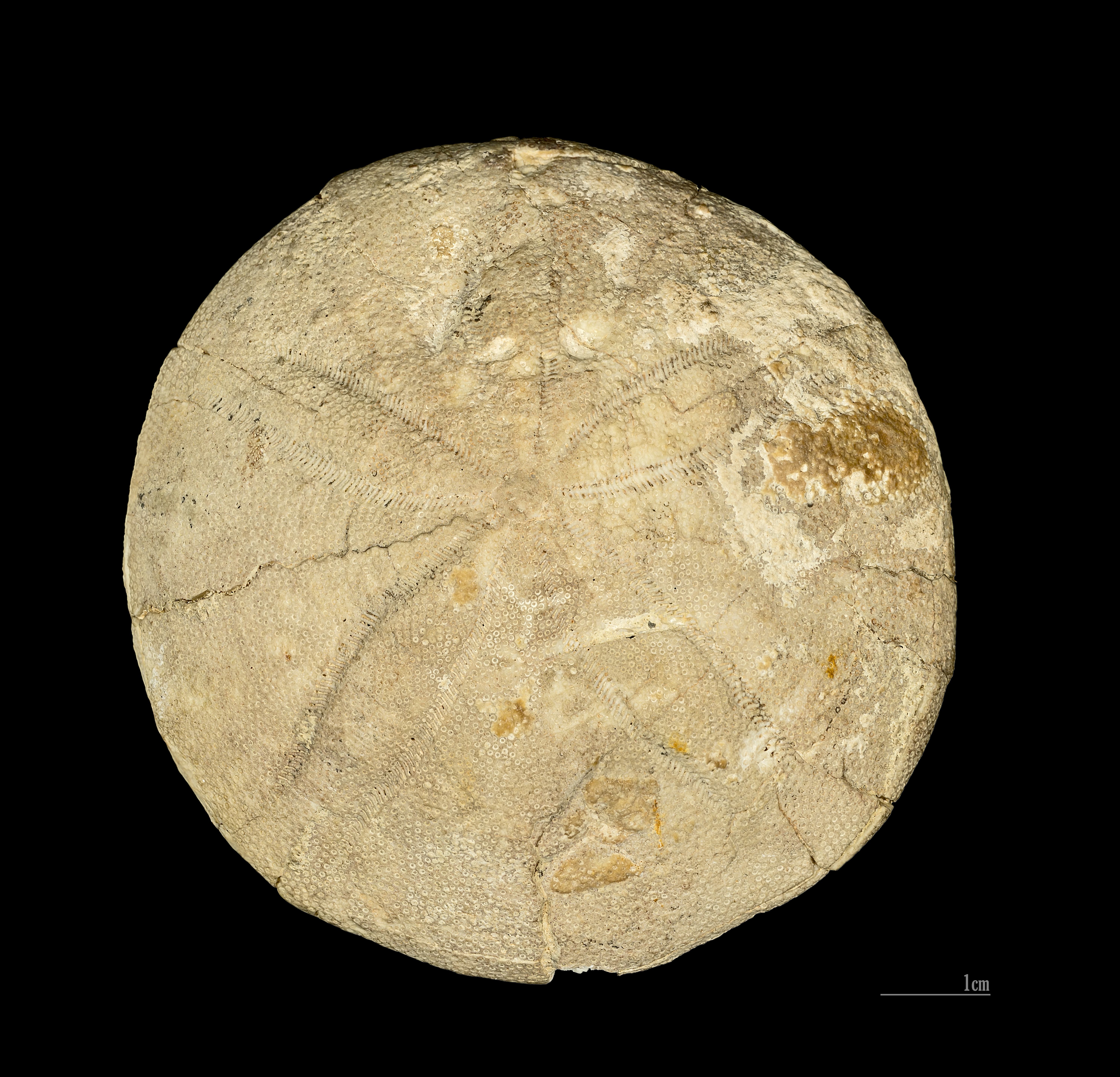
Fóssil de Echinolampas hemisphaericus (Echinolampadoida).

Neognathostomata Smith, 1981 é uma superordem de equinodermes da subclasse Euechinoidea.  

## Taxonomia
A base de dados taxonómicos WRMS lista as seguintes famílias e géneros:
- Família Apatopygidae Kier, 1962
- Família Archiaciidae Cotteau & Triger, 1869 †
- Ordem Cassiduloida
  - Superfamília  Cassidulina (Philip, 1963b)
    - Família Cassidulidae (L. Agassiz and Desor, 1847)

  - Superfamília Neolampadina (Philip, 1963b)
    - Família Neolampadidae (Lambert, 1918a)
    - Família Pliolampadidae (Kier, 1962) †
- Ordem Clypeasteroida
  - Subordem Clypeasterina
    - Família Clypeasteridae L. Agassiz, 1835
    - Família Fossulasteridae Philip & Foster, 1971 †
    - Família Scutellinoididae Irwin, 1995 †

  - Família Conoclypidae von Zittel, 1879 †
  - Família Faujasiidae Lambert, 1905 †
  - Família Oligopygidae Duncan, 1889 †
  - Família Plesiolampadidae Lambert, 1905 †
  - Subordem Scutellina
    - Infraordem  Laganiformes
      - Família Echinocyamidae Lambert & Thiéry, 1914
      - Família Fibulariidae Gray, 1855
      - Família Laganidae Desor, 1858

    - Infraordem Scutelliformes
      - Família Echinarachniidae Lambert in Lambert & Thiéry, 1914
      - Família Eoscutellidae Durham, 1955 †
      - Família Protoscutellidae Durham, 1955 †
      - Família Rotulidae Gray, 1855
      - Superfamília Scutellidea Gray, 1825
        - Família Abertellidae Durham, 1955 †
        - Família Astriclypeidae Stefanini, 1912
        - Família Dendrasteridae Lambert, 1900
        - Família Mellitidae Stefanini, 1912
        - Família Monophorasteridae Lahille, 1896 †
        - Família Scutasteridae Durham, 1955 †
        - Família Scutellidae Gray, 1825

      - Família Taiwanasteridae Wang, 1984

    - Família Scutellinidae Pomel, 1888a †
- Família Clypeidae Lambert, 1898 †
- Família Clypeolampadidae Kier, 1962 †
- Ordem Echinolampadoida
  - Família Echinolampadidae Gray, 1851a
- Família Nucleolitidae L. Agassiz & Desor, 1847 †
- Família Pygaulidae Lambert, 1905 †
- Género Pygolampas Saucède, Dudicourt & Courville, 2012 †